# Edgar Morscher
Edgar Morscher (* 23. Januar 1941 in Bludenz; † 16. Juni 2023) war ein österreichischer Philosoph. Er lehrte am Fachbereich Philosophie der Kultur- und Gesellschaftswissenschaftlichen Fakultät der Universität Salzburg.
Mit einer Untersuchung über Das logische An-sich bei Bernard Bolzano wurde er 1969 an der Universität Innsbruck zum Dr. phil. promoviert. Seine Schwerpunkte in Forschung und Lehre waren Ethik, Ontologie, philosophische Logik und die Philosophie des 19. und 20. Jahrhunderts (vor allem zu Bernard Bolzano). Seit 2006 war er ordentliches Mitglied der Academia Europaea.
Morscher war seit dem Jahr 1979 ordentlicher Universitätsprofessor für Philosophie an der Universität Salzburg. Von 1993 bis 1995 war er Rektor der Universität Salzburg.
Edgar Morschers Bruder Siegbert Morscher ist Rechtswissenschaftler und war als Universitätsprofessor an der Universität Innsbruck sowie als Richter am österreichischen Verfassungsgerichtshof tätig.

## Veröffentlichungen (Auswahl)
- Das logische An-sich bei Bernard Bolzano (= Salzburger Studien zur Philosophie. Bd. 11). Pustet, Salzburg/München 1973, ISBN 3-7025-0120-7 (= Dissertation Universität Innsbruck).
- (Hrsg.): Bernard Bolzanos geistiges Erbe für das 21. Jahrhundert (= Beiträge zur Bolzano-Forschung. Bd. 11). Academia, St. Augustin 1999, ISBN 3-89665-013-0.
- Studien zur Logik Bernard Bolzanos (= Beiträge zur Bolzano-Forschung. Bd. 20). Academia-Verlag, St. Augustin 2007, ISBN 978-3-89665-423-6.
- Bernard Bolzano's life and work (= Beiträge zur Bolzano-Forschung. Bd. 22). Academia-Verlag, St. Augustin 2008, ISBN 978-3-89665-453-3.
- Normenlogik. Grundlagen, Systeme, Anwendungen. Mentis, Paderborn 2012, ISBN 978-3-89785-784-1.
- Grundsatzfragen und ausgewählte Probleme der Angewandte Ethik (= Beiträge zur angewandten Ethik. Bd. 7). Academia-Verlag, St. Augustin 2009, ISBN 978-3-89665-489-2.
- Propositionen, Sachverhalte und Welt 3 (= ProPhil. Bd. 3). Academia, Baden-Baden 2019, ISBN 978-3-89665-757-2.
- Vom metaphysischen Non-Kognitivismus zur Indeterminiertheit der Normativen Ethik  (= Beiträge zur angewandten Ethik. Bd. 10). Academia, Baden-Baden 2021, ISBN 978-3-89665-758-9.

- Bernard Bolzanos System der Philosophie. Frommann-Holzboog, Bad Cannstatt 2024, ISBN 978-3-7728-2659-7.

## Belege
1. ↑  Deutsche Digitale Bibliothek
2. ↑  Mitgliederverzeichnis: Edgar Morscher. Academia Europaea, abgerufen am 1. August 2017 (englisch).
3. ↑  Vorstellung von Edgar Morscher im Webauftritt des Fachbereichs Philosophie an der Universität Salzburg.
4. ↑  Edgar Morscher: Vorschläge für einen Ethik-Rat des Landes Salzburg. In: Anne Siegetsleitner, Otto Neumaier (Hrsg.): Forschungsinstitut für Angewandte Ethik. Forschungsberichte und Mitteilungen. Heft 21, 2001, ISSN 1012-6201, siehe Vorwort auf Seite 7 (Als PDF online abrufbar im Webauftritt der Universität Salzburg).

| Personendaten    | Personendaten              |
| ---------------- | -------------------------- |
| NAME             | Morscher, Edgar            |
| KURZBESCHREIBUNG | österreichischer Philosoph |
| GEBURTSDATUM     | 23. Januar 1941            |
| GEBURTSORT       | Bludenz                    |
| STERBEDATUM      | 16. Juni 2023              |